# Lincz (film)
Lincz – polski dramat filmowy z 2010 roku w reżyserii Krzysztofa Łukaszewicza.
Film zrealizowano w dniach od 25 maja do 10 czerwca 2010. Za plenery ekipie posłużyła Warmia – Olsztyn, Barczewo, Dźwierzuty i Bartołty Wielkie.

## Opis fabuły
Kanwą dla filmu były wydarzenia z 2005 – znane jako lincz we Włodowie – w trakcie których w niewielkiej wsi trzech mężczyzn zabiło terroryzującego mieszkańców recydywistę. W zamierzeniu reżysera i scenarzysty, Krzysztofa Łukaszewicza, wydarzenia faktyczne miały stanowić jedynie pretekst do stworzenia obrazu, w którym wątki i bohaterowie są artystyczną fikcją.

## Obsada
- Leszek Lichota − Adam Grad
- Łukasz Simlat − Dariusz Grad, brat Adama
- Maciej Mikołajczyk − Marcin Grad, brat Adama
- Agnieszka Podsiadlik − Renata Grad, żona Adama
- Izabela Kuna − Jagoda Słota, sąsiadka Gradów
- Wiesław Komasa − Zaranek
- Zbigniew Stryj − policjant Jurecki
- Krzysztof Franieczek − prokurator
- Tamara Arciuch − mecenas Łubieńska
- Grzegorz Emanuel − miejscowy
- Ireneusz Kozioł − Charewicz, ojciec Renaty Grad
- Magdalena Kuta − Charewiczowa, matka Renaty Grad
- Jacek Pluta − dochodzeniowy
- Julia Kijowska − dochodzeniowa
- Jacek Polaczek − Kopera
- Andrzej Franczyk − komendant w Dobromościu
- Ewa Pająk − Ołdakowa
- Mieczysław Kadłubowski − Ołdak
- Jakub Ulewicz − sędzia
- Mirosława Maludzińska − Basia Słotowa
- Magdalena Jezierska − Krysia Słota
- Krzysztof Lach − Jasiek Słota
- Kajetan Stabeusz − Kamil Grad
- Jakub Wieczorek − dyżurny na komendzie
- Witold Wieliński − oddziałowy
- Magdalena Myszkiewicz − sklepowa
- Paweł Niczewski − lekarz w przychodni
- Konrad Pawicki − leśniczy
- Katarzyna Bargiełowska − urzędniczka gminna
- Paweł Czajor − młody
- Zbigniew Cichecki − kierowca Jureckiego
- Mariusz Korpoliński − lekarz w szpitalu
- Cezary Stankiewicz − dziennikarz tv
- Adrian Kuklis − policjant przed posterunkiem
- Wojciech Andrzejuk − kryminalny
- Robert Jurczyga − kryminalny